# Питагорион
Питагорион (грч. Pythagoreio, Πυθαγόρειο), антички Самос, а данашњи град и лука острва Самоса. Био је најстарија античка лука на Медитерану са грчким и римским грађевинама и Еупалиновим тунелом, најстаријим правилним тунелом који је копан са обе стране брда. Данашњи град се звао Тигани све до 1955. године када је име промењено у част свог најславнијег грађанина, математичара и филозофа Питагоре. Он је једно од већих насеља на грчком острву Самосу и граничи са осталим општинама Вати, Карловаси и Маратокампос. Питагорион и Херејон на острву Самосу уписана су на Унеско-в списак места Светске баштине у Европи 1992. године.

## Антички град Самос
Питагорион је био утврђен античком луком за време класичног раздобља старе Грчке и старог Рима. Ту су остаци многих грађевина, укључујући изванредан антички акведукт, славни Еупалинов тунел (Efpalinio orygma, Ευπαλίνειο όρυγμα). У граду су рођени славни математичар и филозоф, Питагора (око 580. п. н. е.) и астроном Аристарх са Самоса (310.-230. п. н. е.).

### Еупалинов тунел
Еупалинов тунел је дуг 1.036 м и изграђен је у 6. векуу п. н. е. кроз брдо Кастро како би древни град Самос добио акведукт. Он је један од два таква тунела у старом свету који су копани са оба краја, али једини који је био заснован према геометријском плану. Први је био Езекијев тунел у Јерусалиму из око 700. године. Ископао га је архитекта Еупалинос из Мегаре за време владавине самоског тиранина Поликрата, а требало је да граду Самосу осигура питку воду са друге стране брда, па учнити га немогућим за освојање, јер тако непријатељи не могу граду спречити доток воде.
Тунел је копан из града, али и са стране извора. Улази су им били скривени, а два тунела су се сусрела у средини брда захваљујући генијалној техници архитекте Еупалина. Наиме, он се користио геометријским начелом углова са базама у звездама, које је први описао Еуклид неколико векова раније. Како су се тунели у средини промашили за пар метара, Еупалин је наредио да обе екипе копају на исту страну и тако су се коначно спојили. Еупалин се бојао да му тунели имају и вертикалну грешку, па је наредио на крају да екипе шире тунел у задњој фази, али како се показало, његова грешка је била само 4 cm и тунели су се поклопили готово савршено.
Према археолошким налазима овај акведукт се користио вековима.